# Bigote (anatomía)
Este artículo trata sobre el órgano sensorial de los peces. Para el bigote en los seres humanos, véase: bigote.

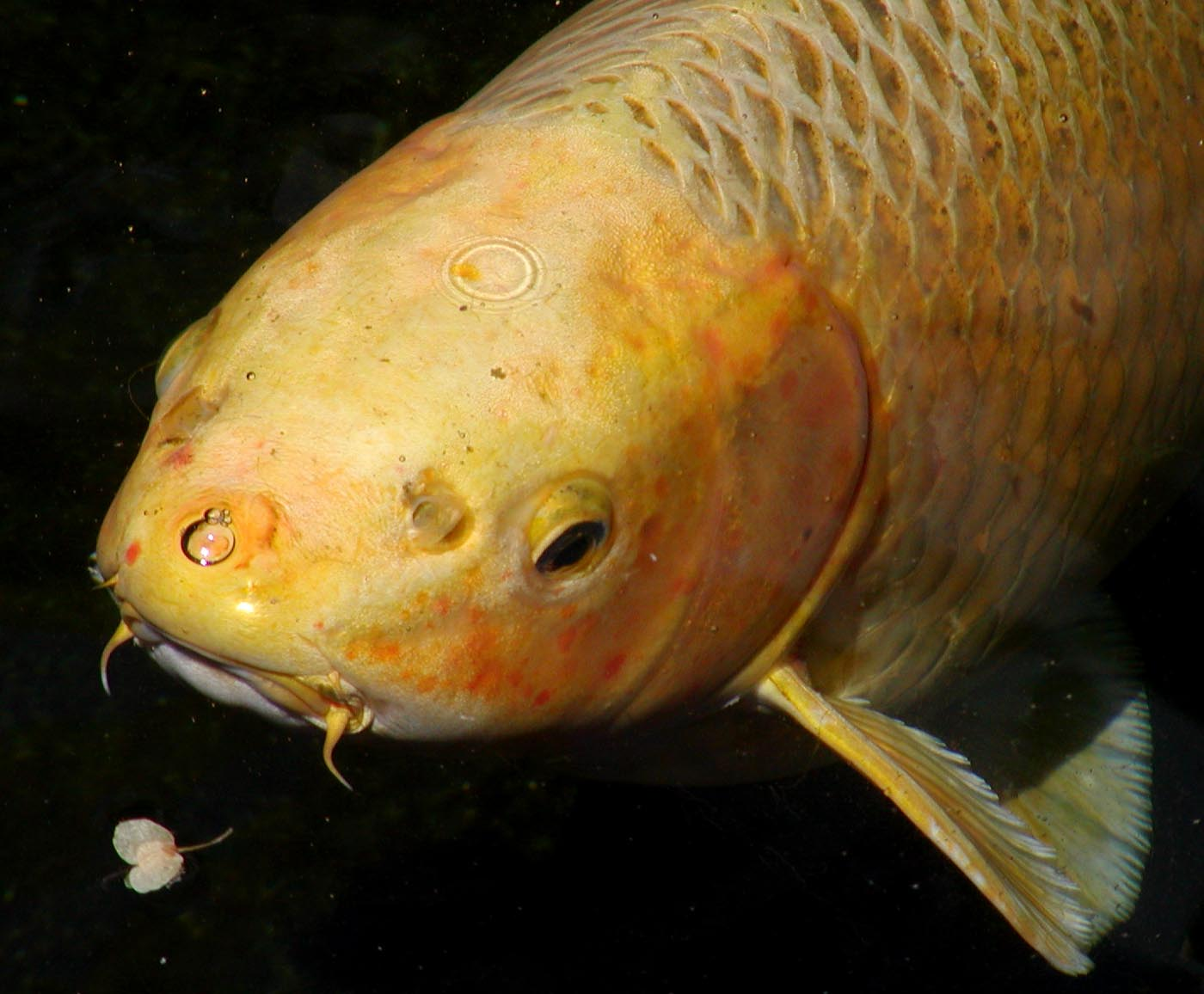
Carpa koi con dos pares de bigotes, el segundo par son más pequeños.

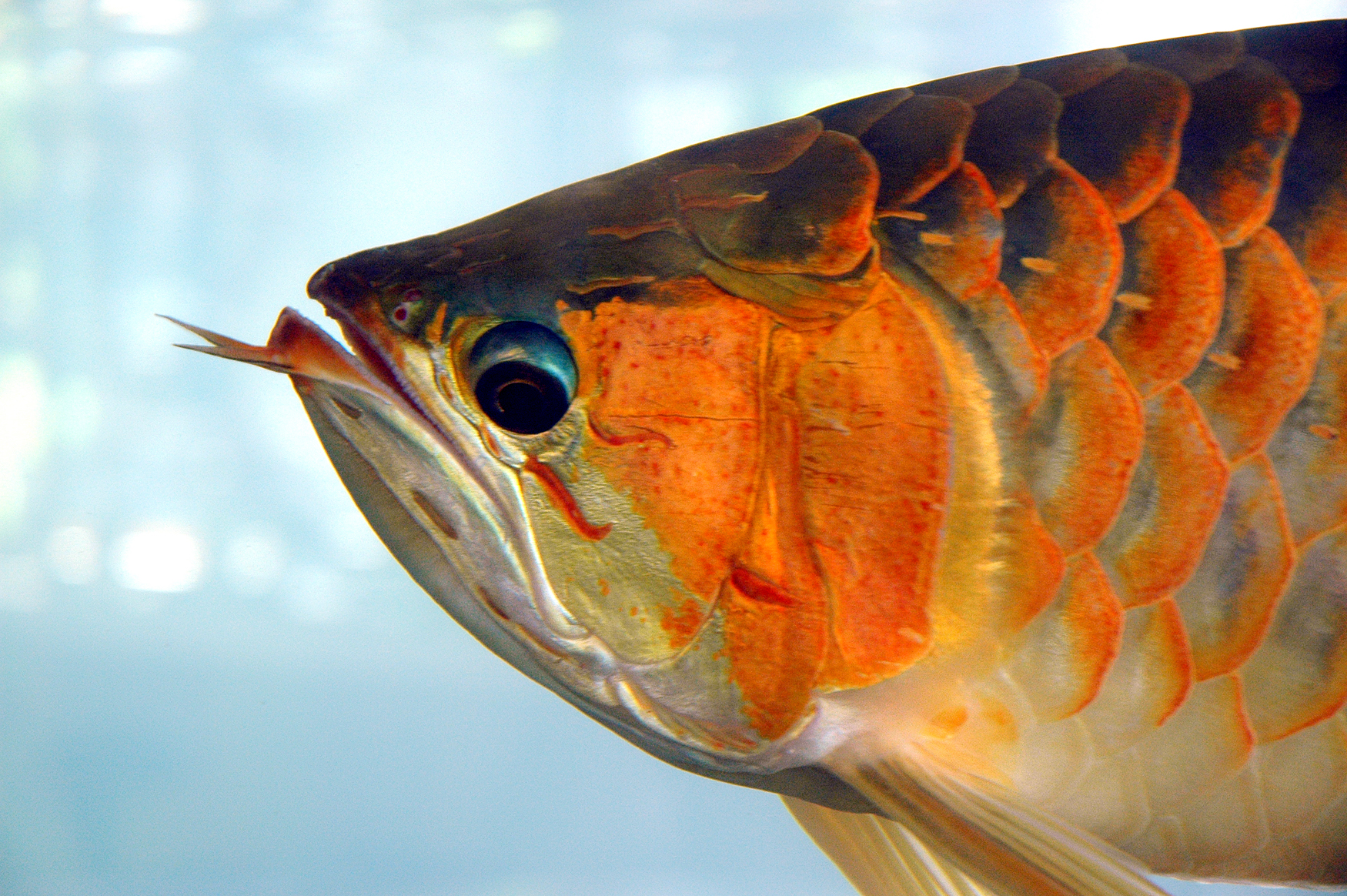
Arowana asiático, con grandes y protuberantes bigotes.

Un bigote, barba o barbillón de un pez es un órgano sensorial táctil que se ubica cerca de la boca. Según su ubicación se denominan:
- Maxilares, a cada lado de la boca.
- Nasales, se extienden desde las narinas.
- Mentonianos, cuando se ubican en el mentón o barbilla.

Los peces con bigotes incluye a las Órdenes Siluriformes, Cyprinidae (carpas), Mullidae y algunas especies de Selachimorpha (tiburones). Ahí se aloja el sentido del gusto de tales peces y los usan para orientarse y buscar alimento en aguas oscuras
- Datos: Q809245
- Multimedia: Barbel (anatomy) / Q809245